# Husby-Oppunda församling
Husby-Oppunda församling var en församling i Strängnäs stift och i Nyköpings kommun i Södermanlands län. Församlingen uppgick 1995 i Vrena församling.

## Administrativ historik
Församlingen har medeltida ursprung och utgjorde till 1962 ett eget pastorat. Före den 1 januari 1886 (ändring enligt beslut den 17 april 1885) var namnet Husby församling.
Församlingen var från 1962 till 1977 annexförsamling i pastoratet Bettna, Vrena och Husby-Oppunda och därefter till 1995 annexförsamling i pastoratet Stigtomta, Nykyrka, Halla, Bärbo, Husby-Oppunda och Vrena. Församlingen uppgick 1995 i Vrena församling.

## Klockare och organister
| Ämbetstid | Namn               | Levnadstid | Övrigt   |
| --------- | ------------------ | ---------- | -------- |
| 1744-1772 | Anders Månsson     | 1708-      | Klockare |
| 1756-1782 | Anders Hammarstedt | 1715-1782  | Organist |
| 1774-1812 | Olof Salin         | 1734-1812  | Klockare |

## Kyrkor
- Husby-Oppunda kyrka